# Obrechies
Obrechies település Franciaországban, Nord megyében. Lakosainak száma 273 fő (2022. január 1.). Obrechies Ferrière-la-Petite, Aibes, Choisies, Damousies, Dimechaux és Quiévelon községekkel határos.

## Népesség
A település népességének változása:
| Lakosok száma | 262  | 267  | 276  | 268  | 269  | 269  | 270  | 273  | 273  |
|               | 2013 | 2015 | 2016 | 2017 | 2018 | 2019 | 2020 | 2021 | 2022 |